# Orestias ctenolepis
Orestias ctenolepis är en fiskart som beskrevs av Parenti, 1984. Orestias ctenolepis ingår i släktet Orestias och familjen Cyprinodontidae. IUCN kategoriserar arten globalt som sårbar. Inga underarter finns listade i Catalogue of Life.